# Brad Snyder (triathlon)
Pour les articles homonymes, voir Brad Snyder et Snyder.
Brad Snyder (nom complet : Bradley Warren Snyder) né le 29 février 1984 à Reno dans le Névada est un athlète handisport américain. Gravement blessé lors d'une opération militaire en Afghanistan, il est multi-médaillé d'or et d'argent en natation lors des Jeux olympiques de 2012 à Londres et 2016 à Rio de Janeiro. Il remporte un nouveau titre olympique en paratriathlon dans la catégorie PTVI (déficient visuel) lors des jeux de Tokyo.

## Biographie

### Jeunesse et armée
Brad Snyder né à Reno dans le Névada, fils de Michael et Valarie Snyder. Il pratique la natation lors de ses études qu'il effectue à la Northeast High School en Floride. Il est diplômé de l'Académie navale des États-Unis et capitaine de l'équipe de natation de l'académie.
Lieutenant dans la marine, il sert en Afghanistan en tant qu'officier chargé du déminage et de la neutralisation des explosifs et munition. En septembre 2011, il marche sur un engin piégé alors qu'il porte secours à des victimes d'un attentat à la bombe. L'explosion lui lacère le visage, lui perce un tympan et lui cause une cécité complète. Il éprouve de grandes difficultés à s'adapter à son handicap.

### Carrière en natation
Aux Warrior Games de mai 2012 à Colorado Springs, il remporte quatre médailles d'or en natation et trois médailles d'or en athlétisme
En juin 2012, aux tests paralympiques américains de natation à Bismarck, dans le Dakota du Nord, il remporte le 400 mètres nage libre et bat son propre record de 54 secondes. Son temps record de 4 min 35 s 62 fait de lui le leader mondial parmi les nageurs aveugles pour le 400 mètres nage libre. La course lui offre également une place dans l'équipe paralympique des États-Unis aux Jeux paralympiques d'été de 2012 à Londres. De plus, il est le détenteur du record du monde du 100 mètres nage libre chez les athlètes aveugles, une épreuve qu'il a également nagée à Bismarck
En août 2012, aux Jeux paralympiques d'été de 2012 à Londres, Brad Snyder  remporte l'or au 100 mètres nage libre (S11) après avoir établi un record paralympique (57,18) dans la manche préliminaire Le lendemain, il remporte une médaille d'argent au 50 m nage libre masculin (S11) établissant un record américain de 25,27. Plus tard dans la semaine, il remporte de nouveau l'or au 400 m nage libre masculin (S11) avec un temps de 4 min 32 s 41, exactement un an jour pour jour après avoir perdu la vue.
Le Comité olympique des États-Unis le choisit pour servir de porte-drapeau des États-Unis à la cérémonie de clôture des Jeux paralympiques de Londres 2012
Il a participé aux Jeux paralympiques de 2016 à Rio de Janeiro, remportant les trois médailles d'or.

### Carrière en paratriathlon
Brad Snyder participe aux Jeux paralympiques d'été de 2020 à Tokyo et remporte la première médaille d'or paralympique du triathlon américain. Accompagné de son guide Greg Billington, il réalise ce nouvel exploit dans la catégorie PTVI et en 1 h 1 min 16 s.

## Palmarès

### Triathlon
Le tableau présente les résultats les plus significatifs (podium) obtenus sur le circuit international de triathlon depuis 2008
| Année | Compétition                                 | Pays       | Position           | Temps          |
| ----- | ------------------------------------------- | ---------- | ------------------ | -------------- |
| 2021  | Jeux paralympiques de Tokyo PTVI            | Japon      | Médaille d'or      | 1 h 1 min 16 s |
| 2021  | Championnat d'Amérique de paratriathon PTVI | États-Unis | Médaille d'or      | 1 h 1 min 43 s |
| 2019  | Coupe du monde de paratriathlon PTVI        | Espagne    | Médaille de bronze | 1 h 0 min 18 s |
| 2019  | Championnat d'Amérique de paratriathon PTVI | États-Unis | Médaille de bronze | 1 h 5 min 37 s |
| 2019  | Championnat d'Amérique de paratriathon PTVI | États-Unis | Médaille de bronze | 1 h 5 min 37 s |
| 2018  | Championnat d'Amérique de paratriathon PTVI | États-Unis | Médaille de bronze | 1 h 4 min 25 s |